# Lemula obscuripennis
Lemula obscuripennis là một loài bọ cánh cứng trong họ Cerambycidae.